# Општина Загорје об Сави
Општина Загорје об Сави (словен. Zagorje ob Savi) је једна од општина Засавске регије у држави Словенији. Седиште општине је истоимени град Загорје об Сави.

## Природне одлике
Рељеф: Општина Загорје на Сави налази се у средишњем делу Словеније, у области Засавље. Средишњи део општине је у уској долини реке Саве, а северни и јужни на падинама Посавског Хрибовја, које се пружа са обе стране реке.
Клима: У општини влада умерено континентална клима.
Воде: Најважнији водоток у општини је река Сава. Сви остали водотоци су мали и њене притоке.

## Становништво
Општина Загорје на Сави је густо насељена.

## Насеља општине
| - Блодник - Борје при Млиншах - Борје - Боровак при Подкуму - Брезје - Брезник - Брише - Видрга - Вине - Врх при Млиншах - Врх - Врхе - Голче - Горења Вас - Добрљево - Долења Вас - Долго Брдо при Млиншах - Дружина - Жваруље | - Забава - Забрезник - Загорје об Сави - Завине - Згорњи Прховец - Знојиле - Излаке - Јаблана - Јарше - Јеленк - Јелшевица - Јесеново - Кал - Кандрше - Кисовец - Колк - Коловрат - Коњшица - Костревница - Котредеж | - Лог при Млиншах - Локе при Загорју - Мали Кум - Медија - Млинше - Мошеник - Ореховица - Осредек - Падеж - Подкрај при Загорју - Подкум - Подлиповица - Полшина - Потошка Вас - Пожарје - Прапрече - Равенска Вас - Равне при Млиншах - Разбор при Чемшенику | - Разпотје - Родеж - Рове - Ровишче - Ртиче - Ржише - Село при Загорју - Сеножети - Сопота - Сподњи Шемник - Страховље - Тирна - Храстник при Тројанах - Чемшеник - Чолнишче - Шемник - Шентготард - Шентламберт - Шклендровец - Шпитал |  |